# Velika nagrada Japonske 2006
Velika nagrada Japonske 2006 je bila sedemnajsta dirka Svetovnega prvenstva Formule 1 v sezoni 2006. Odvijala se je 8. oktobra 2006.

## Rezultati

### Kvalifikacije
| Poz | Dirkač               | Konstruktor         | 3. del   | 2. del   | 1. del   |
| --- | -------------------- | ------------------- | -------- | -------- | -------- |
| 1   | Felipe Massa         | Ferrari             | 1:29,599 | 1:29,830 | 1:30,112 |
| 2   | Michael Schumacher   | Ferrari             | 1:29,711 | 1:28,954 | 1:31,279 |
| 3   | Ralf Schumacher      | Toyota              | 1:29,989 | 1:30,299 | 1:30,595 |
| 4   | Jarno Trulli         | Toyota              | 1:30,039 | 1:30,204 | 1:30,420 |
| 5   | Fernando Alonso      | Renault             | 1:30,371 | 1:30,357 | 1:30,976 |
| 6   | Giancarlo Fisichella | Renault             | 1:30,599 | 1:30,306 | 1:31,696 |
| 7   | Jenson Button        | Honda               | 1:30,992 | 1:30,268 | 1:30,847 |
| 8   | Rubens Barrichello   | Honda               | 1:31,478 | 1:30,598 | 1:31,972 |
| 9   | Nick Heidfeld        | BMW Sauber          | 1:31,513 | 1:30,470 | 1:31,811 |
| 10  | Nico Rosberg         | Williams-Cosworth   | 1:31,856 | 1:30,321 | 1:30,585 |
| 11  | Kimi Räikkönen       | McLaren-Mercedes    |          | 1:30,827 | 1:32,080 |
| 12  | Robert Kubica        | BMW Sauber          |          | 1:31,094 | 1:31,204 |
| 13  | Pedro de la Rosa     | McLaren-Mercedes    |          | 1:31,254 | 1:31,581 |
| 14  | Mark Webber          | Williams-Cosworth   |          | 1:31,276 | 1:31,647 |
| 15  | Vitantonio Liuzzi    | Toro Rosso-Cosworth |          | 1:31,943 | 1:31,741 |
| 16  | Christijan Albers    | Spyker MF1-Toyota   |          | 1:33,750 | 1:32,221 |
| 17  | David Coulthard      | Red Bull-Ferrari    |          |          | 1:32,252 |
| 18  | Robert Doornbos      | Red Bull-Ferrari    |          |          | 1:32,402 |
| 19  | Scott Speed          | Toro Rosso-Cosworth |          |          | 1:32,867 |
| 20  | Takuma Sato          | Super Aguri-Honda   |          |          | 1:33,666 |
| 21  | Tiago Monteiro       | Spyker MF1-Toyota   |          |          | 1:33,709 |
| 22  | Sakon Jamamoto       | Super Aguri-Honda   |          |          | —        |

### Dirka
| Poz | Št | Dirkač               | Konstruktor         | Krogi | Čas/Odstop  | Št. m. | Toč |
| --- | -- | -------------------- | ------------------- | ----- | ----------- | ------ | --- |
| 1   | 1  | Fernando Alonso      | Renault             | 53    | 1:23:52,413 | 5      | 10  |
| 2   | 6  | Felipe Massa         | Ferrari             | 53    | + 16,151 s  | 1      | 8   |
| 3   | 2  | Giancarlo Fisichella | Renault             | 53    | + 23,953 s  | 6      | 6   |
| 4   | 12 | Jenson Button        | Honda               | 53    | + 34,101 s  | 7      | 5   |
| 5   | 3  | Kimi Räikkönen       | McLaren-Mercedes    | 53    | + 43,596 s  | 11     | 4   |
| 6   | 8  | Jarno Trulli         | Toyota              | 53    | + 46,717 s  | 4      | 3   |
| 7   | 7  | Ralf Schumacher      | Toyota              | 53    | + 48,869 s  | 3      | 2   |
| 8   | 16 | Nick Heidfeld        | BMW Sauber          | 53    | + 1:16,095  | 9      | 1   |
| 9   | 17 | Robert Kubica        | BMW Sauber          | 53    | + 1:16,932  | 12     |     |
| 10  | 10 | Nico Rosberg         | Williams-Cosworth   | 52    | +1 krog     | 10     |     |
| 11  | 4  | Pedro De La Rosa     | McLaren-Mercedes    | 52    | +1 krog     | 13     |     |
| 12  | 11 | Rubens Barrichello   | Honda               | 52    | +1 krog     | 8      |     |
| 13  | 15 | Robert Doornbos      | Red Bull-Ferrari    | 52    | +1 krog     | 18     |     |
| 14  | 20 | Vitantonio Liuzzi    | Toro Rosso-Cosworth | 52    | +1 krog     | 15     |     |
| 15  | 22 | Takuma Sato          | Super Aguri-Honda   | 52    | +1 krog     | 20     |     |
| 16  | 18 | Tiago Monteiro       | Spyker MF1-Toyota   | 51    | +2 kroga    | 21     |     |
| 17  | 23 | Sakon Jamamoto       | Super Aguri-Honda   | 50    | +3 krogi    | 22     |     |
| 18  | 21 | Scott Speed          | Toro Rosso-Cosworth | 48    | Krmiljenje  | 19     |     |
| Ods | 9  | Mark Webber          | Williams-Cosworth   | 39    | Trčenje     | 14     |     |
| Ods | 5  | Michael Schumacher   | Ferrari             | 36    | Motor       | 2      |     |
| Ods | 14 | David Coulthard      | Red Bull-Ferrari    | 35    | Menjalnik   | 17     |     |
| Ods | 19 | Christijan Albers    | Spyker MF1-Toyota   | 20    | Pog. gred   | 16     |     |